# NGC 6931
NGC 6931 (другие обозначения — PGC 64963, MCG -2-52-16, IRAS20309-1132) — спиральная галактика (Sb) в созвездии Козерог.
Этот объект входит в число перечисленных в оригинальной редакции «Нового общего каталога».